# ФК Арджеш
ФК „Арджеш“ (на румънски: FC Argeş Piteşti) е румънски футболен отбор от град Питещ. Носи името на окръг Арджеш в регион Мунтения. Арджеш е двукратен шампион на Румъния (1972 и 1979 г.), а след края на сезон 2008/2009 е изваден от Лига I, защото собственикът на отбора Корнел Пенеско подкупва няколко съдии в течение на сезона.

## История
Отборът е основан на 6 август 1953 г. под името „Динамо“ (Питещ). През 1961 г. за първи път печели промоция за най-високото ниво на румънския футбол, което по това време се нарича Дивизия А. Още следващата година отборът изпада в Дивизия Б, но отново годино по-късно се връща в Дивизия А. През 1965 г. Динамо играе финал за Купата на Румъния, а през 1966 г. завършва на четвърто място в първенството. През 1968 г. името е сменено на Арджеш. Същата година отборът става вицешампион. Големите успехи идват през 70-те години на 20 век – шампионски титли през 1972 и 1979, второ място през 1978 г. и осминафинали за КЕШ през 1973 и 1980 г., където отборът губи съответно от Реал (Мадрид) с общ резултат 4:3, но в първя мач успява да победи испанците и става първият румънски отбор с победа над Реал, и Нотингам Форест. До средата на 80-те Арджеш се крласира в златната среда на таблицата, но от сезон 1987/1988 забочва битката за оцеляване, като в крайна сметка през 1992 г. отборът изпада във втора дивизия. Веднага след това Арджеш се връща в първа дивизия, а след третото място през 1998 г. за последен път до днешни дни успява да се класира в евротурнирите. През 2007 г. отборът изпада във втора дивизия, но година по-късно отново се връща в първа, но не остава там за дълго – през 2009 г. е изхвърлен от Лига I, след като президентът е обвинен за подкупване на съдии, а жалбата на отбора е отхвърлена.

## Успехи
- Румънска лига I
  - Шампион: 1972, 1979
  - Вицешампион: 1968, 1978
- Румънска лига II
  - Шампион: 1961, 1963, 1994, 2008
- Купа на Румъния
  - Финалист: 1965
- Балканска купа
  - Финалист: 1984, 1985, 1988
- Международен турнир Сайръс
  - Финалист: 1971
- Зимен турнир в Норча
  - Шампион: 2002

## Български футболисти
- Мартин Райнов: 2021/23 (39 мача - 2 гола)
- Милчо Ангелов: 2023/24 (21 мача - 5 гола)